# Herança (livro)
Herança (em inglês: Inheritance) é o quarto livro da série Ciclo da Herança, do escritor norte-americano Christopher Paolini. A história acompanha a vida de Eragon, um Cavaleiro de Dragões do continente ficcional de Alagaësia, que luta junto de seu dragão Saphira para acabar com o reinado opressor do Imperador Galbatorix.
Originalmente, seu predecessor na série, Brisingr, seria o último volume da série,  inicialmente composta como uma trilogia intitulada. No entanto, a história foi expandida para mais um volume além do previsto e, assim, a anteriormente Trilogia tornou-se o Ciclo da Herança. Herança foi lançado no dia 8 de novembro de 2011 nos Estados Unidos e em outros países de língua inglesa.

## Lançamento e recepção
Herança foi lançado oficialmente no dia 8 de novembro de 2011 nos Estados Unidos, Austrália e Reino Unido, com uma tiragem inicial de 2,5 milhões de exemplares. Em um comunicado oficial, a editora estadunidense declarou que a obra comercializara, em seu primeiro dia de vendas, cerca de 489 500 cópias, entre os formatos impresso, digital e áudio. Apesar de a série ser lida por pessoas de todas as idades, a editora norte-americana recomenda que, por seu conteúdo mais maduro que os volumes anteriores, Herança seja dado a crianças a partir dos 12 anos.
Críticas ao livro têm sido, em geral, positivas. A Publishers Weekly disse: "Paolini deixa os leitores com a satisfação de terminar uma viagem, juntamente com a promessa de novos começos. É uma [aventura] imperdível para os fãs, e um final digno à história. O The Washington Post salientou que há mais violência neste livro do que é habitual na escrita de Paolini, porém finalizou sua resenha dizendo: "Mas os fãs de Paolini, que passaram mais de duas mil páginas e oito anos torcendo por seu herói, vão comemorar o voo final". O jornal The Independent, em sua matéria, comentou que para alguns varejistas o romance já se tornara um dos maiores best sellers do ano, destacando que a livraria Waterstone vendera dezenas de milhares de cópias com antecedência, tornando-o a maior pré-venda da loja de um título infanto-juvenil desde Harry Potter e as Relíquias da Morte, último livro da série Harry Potter de J. K. Rowling, em 2007. O Kirkus Reviews falou das passagens de luta bem descritas afirmou que esta "é uma conclusão forte para a série.